# 凯尔兰莱锡尔克
凯尔兰莱锡尔克（法語：Kerling-lès-Sierck，法語發音：[kɛʁlɛ̃ lɛ siʁk]，意为“锡尔克附近的凯尔兰”；洛林法兰克语：Kiirléngen、Kierléngen、Kerléngen）是法国摩泽尔省的一个市镇，属于蒂永维尔区。

## 地理
凯尔兰莱锡尔克（49°23'53"N, 6°20'59"E）面积17.82 平方千米，位于法国大東部大區摩泽尔省，该省份为法国东北部内陆省份，是洛林的一部分，西南接默尔特-摩泽尔省，东临下莱茵省，北与卢森堡和德国接壤。
与凯尔兰莱锡尔克接壤的市镇（或旧市镇、城区）包括：安坦、基什瑙门、劳默斯费尔德、马兰、莫讷伦、蒙特纳克、乌德雷讷、雷泰勒、锡尔克莱班。
凯尔兰莱锡尔克的时区为UTC+01:00、UTC+02:00（夏令时）。

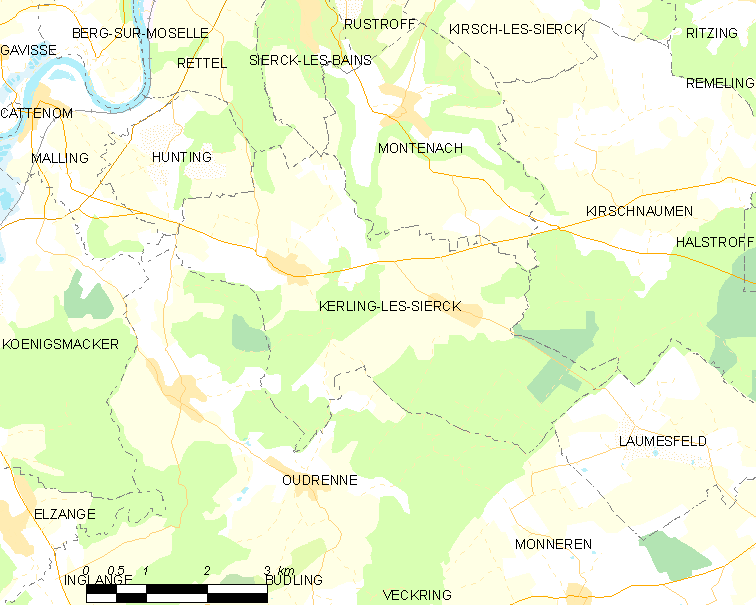
凯尔兰莱锡尔克的OSM定位图

## 行政
凯尔兰莱锡尔克的邮政编码为57480，INSEE市镇编码为57361。

## 政治
凯尔兰莱锡尔克所属的省级选区为布宗维尔县。

## 人口

1962-2008年间凯尔兰莱锡尔克人口变化图示

凯尔兰莱锡尔克于2022年1月1日时的人口数量为608人。